# Gruppo della Rocca

Il Gruppo della Rocca in scena con lo spettacolo Joseph K. fu Prometeo (1983)

Il Gruppo della Rocca è stata una compagnia teatrale fondata a Firenze nel 1969, in attività fino al 1998.

## Storia
Nasce per iniziativa di un gruppo di attori, registi, organizzatori e tecnici di diverse provenienze quali l'Accademia d'arte drammatica di Roma, il Centro Universitario Teatrale di Firenze (C.T.U.), il Piccolo di Milano, ecc., tutti con una consolidata esperienza maturata in anni di attività. Tra loro il regista, conte Roberto Guicciardini, discendente della nobile famiglia fiorentina dei Guicciardini. Le prime riunioni avvengono nella sua proprietà, la Rocca di Montestaffoli a San Gimignano: questa l'origine del nome Gruppo della Rocca. Come sede organizzativo-amministrativa viene scelta Firenze.
Tra i soci fondatori: Dorotea Aslanidis, Marcello Bartoli, Fiorenza Brogi, Italo dall'Orto, Lorenzo Ghiglia, Giorgio Guazzotti,  Roberto Guicciardini, Bob Marchese, Egisto Marcucci, Guido Mariani, Mario Mariani, Paila Pavese, Alvaro Piccardi,  ecc.

### Il '68 teatrale
Molte scelte teatrali in Italia maturano sull'onda del rinnovamento istituzionale e organizzativo generato dal ’68. Iniziali fermenti di movimento scaturiscono dalla profonda convinzione che il teatro Stabile sia una forma inadeguata di fare teatro, distante da istanze democratiche, incapace di parlare ad un pubblico nuovo, di svolgere la funzione di servizio sociale.
Già verso la metà degli anni '60 i malumori trovano compiuta espressione in un manifesto firmato da un gruppo di artisti già di chiara fama o che lo sarebbero diventati negli anni immediatamente successivi. Il manifesto, pubblicato sulla rivista Sipario nel novembre del 1966, denuncia lo stato di degrado del teatro italiano, dal punto di vista politico, organizzativo e rispetto ai linguaggi.

### La Cooperativa
È in questa atmosfera che il Gruppo della Rocca si afferma come realtà teatrale di forte impegno civile, grazie al contributo di tutti i componenti che si assumono la responsabilità collettiva di ogni fase dell'attività; negli allestimenti tutti partecipano integralmente alle realizzazioni delle messe in scena, con l'intento di fare qualcosa per rinverdire e rinnovare il fare teatro e uscire dagli schemi del teatro ufficiale e convenzionale.
Nasce come collettivo sociale nel 1969, ma già nel 1970 sceglie la forma giuridica della cooperativa, in quanto sembra essere lo strumento attraverso cui gli attori possono meglio assumere il controllo del proprio lavoro e sottolineare così il carattere sociale e politico dell'arte scenica.
Il logo scelto è un insieme di palline, quadratini e triangolini racchiusi in una sfera, a simboleggiare una cosa unica formata da tanti elementi singoli, diversi tra loro.
Autogestione quindi, ma soprattutto: 
(Dalla dichiarazione programmatica della cooperativa Gruppo della Rocca riportata sui programmi di sala dal 1970 in poi)
Insieme alla Cooperativa Gruppo Teatro e Azione di Giorgio Strehler  e alla Cooperativa Teatro Libero (e la successiva Cooperativa Tuscolana) di Luca Ronconi, il Gruppo della Rocca è una delle prime cooperative teatrali in Italia.
Per tutti coloro che ne fanno parte, tra gli anni '70 e i primi dell'80, (più di 40 persone) il Gruppo è anche una scuola, con riferimento sia ai processi artistici che a quelli decisionali-gestionali; nelle assemblee, adottando una pratica autopedagogica permanente, si condividono le analisi e le discussioni con i tecnici, gli amministratori, gli artisti; anche il lavoro organizzativo viene ripartito fra tutti; si attua una sorta di socialismo reale.

### Scelte distributive e scelte dei testi
Su scala nazionale si impongono nuove modalità gestionali e produttive che riescono a dare notevole impulso al teatro d'arte. Vengono raggiunti risultati di alto livello che aggregano nuovi e più numerosi spettatori. Nel decennio 1970-1980 cambia in Italia anche il sistema distributivo, aumentano le dimensioni territoriali che si organizzano in circuiti; in breve tempo triplicano gli spettatori, raddoppiano le produzioni, aumentano di sei volte le compagnie sovvenzionate.
Nei primi cinque anni di attività la compagnia attua la formula del decentramento e porta le proprie produzioni nelle province medie e piccole, inizialmente toscane, con l'intento di allargare la possibilità di fruizione del teatro, di consentirne l'accesso anche a coloro che non ci possono andare per questioni economiche, per un fatto di abitudini o per semplice disinformazione. A curare la distribuzione degli spettacoli è Giorgio Guazzotti, socio fondatore, che diverrà uno dei maggiori esponenti della forma cooperativistica nell'organizzazione teatrale e uno dei principali sperimentatori delle iniziative di decentramento teatrale.
A metà degli anni '70 circa il Gruppo allarga l'organico dovendo formare due compagnie, visto l'enorme quantità di spettacoli che produce e distribuisce. Pensa e realizza le scenografie tenendo conto di tutti gli spazi possibili: dai grandi teatri alle piazze, alle Case del Popolo, a spazi spesso disagevoli.
Dovendo portare il teatro ad un pubblico popolare, la compagnia si interroga su quali linguaggi usare, più adatti a raggiungere spettatori che per la prima volta vengono a teatro: la clownerie, le maschere, l’avanspettacolo, la Commedia dell'arte, la biomeccanica, e ancora le avanguardie russe come Mejerchol'd e Majakovskij, ma anche Angelo Maria Ripellino e Bertolt Brecht, saranno gli elementi privilegiati dalle scelte drammaturgiche.

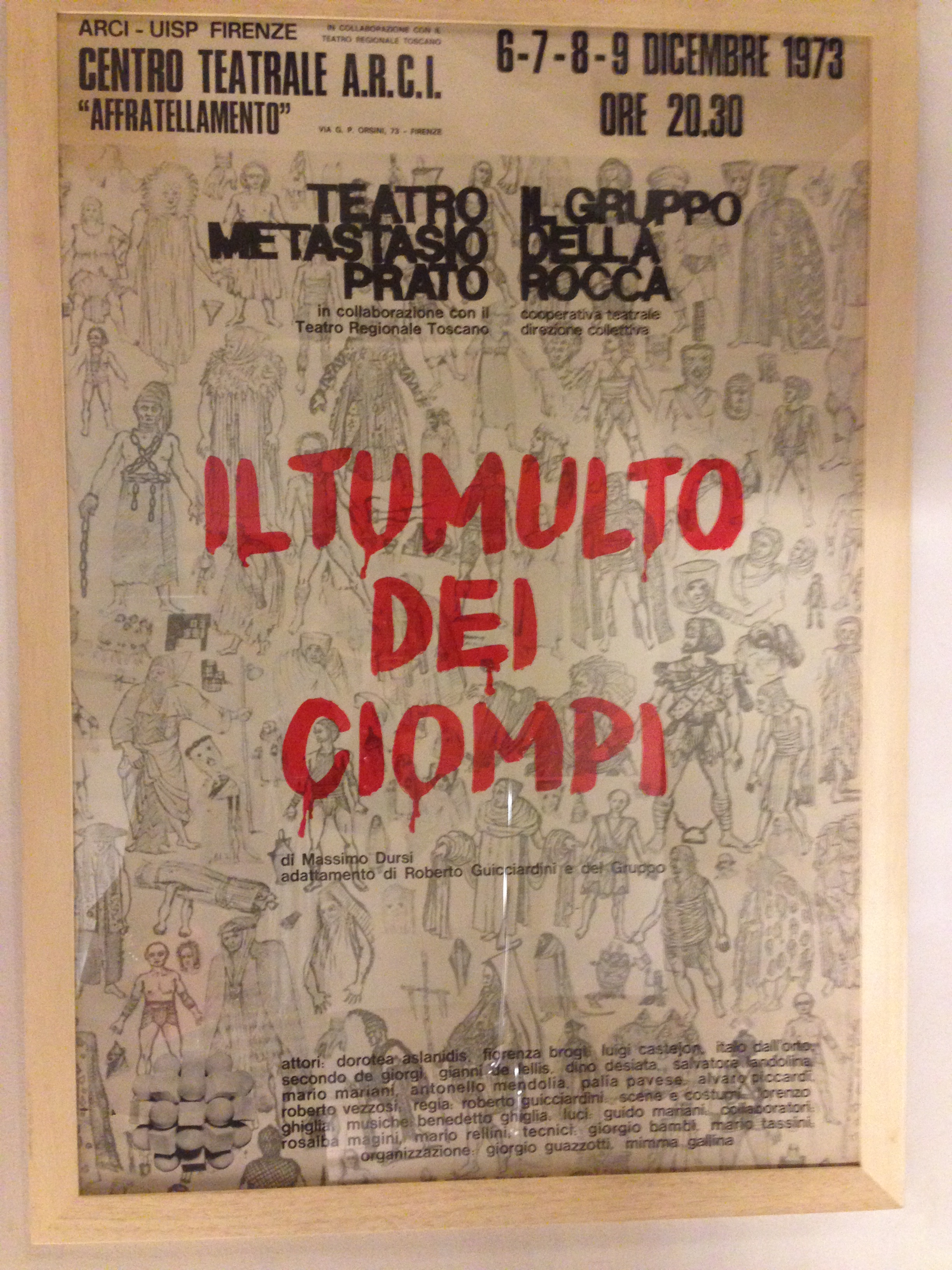
"Il tumulto dei Ciompi", manifesto dello spettacolo in scena al Teatro dell'Affratellamento di Firenze. Dicembre 1973.

La compagnia, guidata dalla prassi della collegialità, segue linee drammaturgiche che, pur rinnovandosi, conservano il segno della continuità. All'inizio c'è la ricerca di una drammaturgia modellata sul lavoro del palcoscenico, con spettacoli come Perelà da Aldo Palazzeschi e Joseph K. fu Prometeo da Eschilo e Kafka.
C'è quindi l'incontro coi classici: Clizia di Machiavelli, Anfitrione di Heinrich von Kleist, Il racconto d'inverno di Shakespeare.
Segue il confronto con la satira sovietica: Il mandato (rappresentato per più di 500 repliche), e Il suicida di Nikolaj Ėrdman, Il maestro e Margherita di Bulgakov, (uno degli spettacoli più rappresentati e acclamati).
Parallelo è il lavoro sulla drammaturgia europea contemporanea, con testi di Samuel Beckett, Jean Tardieu, Bernard-Marie Koltès, Heiner Müller, Italo Calvino, Renzo Rosso.

### A Torino
Dal 1982 sposta la propria sede a Torino, al Teatro Adua (teatro demolito nel 2009), dove gestisce la programmazione teatrale ospitando compagnie e spettacoli per lo più improntati alla drammaturgia contemporanea. Lo gestirà per 15 anni.
Oltre alla consuetà attività produttiva, in sede la compagnia propone laboratori di didattica teatrale, seminari di analisi testuale e di preparazione allo spettacolo rivolti a studenti e professori, che apprendono a leggere e a capire il teatro in maniera diretta.
Dalla stagione 1988-1989 ottiene dal Comune di Torino anche la gestione ventennale del Teatro Astra, un ex cinema da tempo abbandonato.
Gli ultimi anni sono segnati da incertezza, difficoltà e crisi d'identità. Nel 1998 il Gruppo è prossimo al fallimento. Accordi con il Teatro Stabile di Torino, secondo le indicazioni di Comune, Provincia e Regione, prevedono il salvataggio che consiste in un'operazione di finanziamento con compravendita di spettacoli e archivi.
Arriva invece la liquidazione coatta.
Il Gruppo della Rocca, dopo essere stato protagonista di gran parte della scena italiana degli anni Settanta e Ottanta, nel 1998 interrompe la propria attività.

## Teatro
- 1970 Clizia, di Nicolò Machiavelli, regia di Roberto Guicciardini
- 1970 Perelà uomo di fumo, da Il codice di Perelà di Aldo Palazzeschi, regia di Roberto Guicciardini[9]
- 1971 Viaggio controverso di Candido e altri negli arcipelaghi della ragione, tratto da Voltaire, regia di Roberto Guicciardini
- 1971 Le farse, di Bertold Brecht, regia di Roberto Guicciardini
- 1971 La Repubblica si farà, lettera didattica per la scena a cura di Girolamo Strozzi e Stefano Merlini
- 1972 Antigone di Sofocle, di Bertold Brecht, regia di Roberto Guicciardini
- 1972 Sogno di una notte di mezza estate, di William Shakespeare, regia di Egisto Marcucci[10][11]
- 1973 Il tumulto dei Ciompi, di Massimo Dursi, adattamento e regia di Roberto Guicciardini[12]
- 1973 Schweyk nella seconda guerra mondiale, di Bertold Brecht, regia di Egisto Marcucci[13][14]
- 1974 Notte all'italiana, di Ödön von Horváth, regia collettiva[15]
- 1975 Processo per aborto, del Gruppo della Rocca, regia collettiva
- 1975 23 svenimenti di Anton Čechov, regia di Egisto Marcucci[16]
- 1975 Detto "Barba di rame" noto sovversivo si è reso e si mantiene tuttora latitante, di Antonio Attisani e Alvaro Piccardi, da Memorie di un barbiere di Giovanni Germanetto, regia di Egisto Marcucci
- 1976 Il mandato, di Nikolaj Ėrdman regia di Egisto Marcucci[17]
- 1977 Ballata e morte di Pulcinella, capitano del popolo, di Italo dall'Orto, da Luigi Compagnoni, regia di Egisto Marcucci[18]
- 1976 Il ventre del gigante, di Fabio Doplicher, regia di Roberto Guicciardini
- 1977 Vita e meravigliose avventure di Lazzarino da Tormes, di Giorgio Celli, regia di Egisto Marcucci[19]
- 1977 Aspettando Godot, di Samuel Beckett, regia di Roberto Vezzosi[20]
- 1978 Il suicida, di Nikolaj Ėrdman, regia di Egisto Marcucci[21][22]
- 1978 Il concerto, di Renzo Rosso, regia di Alvaro Piccardi[23][24]
- 1979 XI giornata del Decamerone, di Fabio Doplicher, regia di Roberto Guicciardini[25]
- 1980 L'azzurro non si misura con la mente, dai Drammi lirici di Aleksandr Blok, regia di Marcello Bartoli[26][27]
- 1980 La lamentevole e vera tragedia del signor Arden of Feversham, di anonimo elisabettiano, regia di Antonello Mendolia[28]
- 1981 Amore, amore, amore, recital spettacolo da Angelo Beolco, a cura di Gianfranco De Bosio
- 1981 Recita fantastica del famosissimo Angelo Beolco detto "Il Ruzante", alla corte dei cardinali Marco e Francesco Cornaro, a cura di Gianfranco De Bosio[29]
- 1981 Il guardiano, di Harold Pinter, regia di Roberto Vezzosi[30]
- 1982 Il rinoceronte, di Ionesco regia di Egisto Marcucci
- 1982 La forza dell'abitudine, di Thomas Bernhard, regia di Dino Desiata[31]
- 1983 Josef K., fu Prometeo, dalle opere di Franz Kafka e dal Prometeo incatenato di Eschilo, regia di Guido De Monticelli
- 1984 Negro contro cani, di Bernard-Marie Koltès, regia di Mario Missiroli[32]
- 1984 Filosofi a teatro, a cura di Gianni Vattimo
- 1984 Siam tornati su una nuvola, biografia musicale del Gruppo, regia di Dino Desiata
- 1984 Il maestro e Margherita, di Guido De Monticelli, dal romanzo di Michail Bulgakov, regia di Guido De Monticelli
- 1984 Un filosofo a teatro, a cura di Giuseppe Cambiano
- 1985 La missione, di Heiner Müller, regia di Roberto Guicciardini[33]
- 1986 Anfitrione, di Heinrich von Kleist, regia di Guido De Monticelli[34]
- 1986 Schweyk, di Bertold Brecht, regia di Dino Desiata
- 1986 Casanova al Castello Dux, di K. Gassauer, regia di Dino Desiata
- 1986 Operette morali, di Gianluca Favetto, da Giacomo Leopardi
- 1986 Happy end, di Bertold Brecht, regia di Dino Desiata[35]
- 1987 Sarcofago, monumento a Cernobyl, di Vladimir Gubarev, regia di Guido De Monticelli[36]
- 1988 Uscendo in casa, di Jean Tardieu, regia di Guido De Monticelli
- 1988 Il racconto d'inverno, di William Shakespeare, regia di Guido De Monticelli
- 1988 Inesprimibile silenzio, di Jean Tardieu, regia di Lino Spadaro[37][38]
- 1989 Un re in ascolto, di Oliviero Corbetta, da Italo Calvino, regia di Oliviero Corbetta
- 1989 Echi di Babele, (tratto da Ruzante e Beckett) regia di Boris Stetka
- 1989 L'uomo, la bestia e la virtù, di Luigi Pirandello, regia di Andrea Dosio
- 1990 Maria Stuarda, di Friedrich Schiller, regia di Roberto Guicciardini[39]
- 1990 Viaggio controverso di Candido e altri negli arcipelaghi della ragione, tratto da Voltaire, regia di Roberto Guicciardini[40]
- 1992 Turandot o il congresso degli imbianchini, di Bertold Brecht, regia di Roberto Guicciardini
- 1992 Molière, divertissement a Versailles, da Molière, regia di Roberto Guicciardini e di Oliviero Corbetta
- 1992 Lezioni di cucina di un frequentatore di cessi pubblici, di Roberto D'Onghia, regia di Roberto Guicciardini
- 1993 Le interviste impossibili, di autori vari, regia di Oliviero Corbetta[41]
- 1994 Né carne né pesce, di Franz Xaver Kroetz, regia di Valter Malosti
- 1994 Il ventaglio, di Carlo Goldoni, regia di
- 1995 Sogno di una notte di mezza estate, di William Shakespeare, regia di Egisto Marcucci
- 1995 Rinoceronti, di Eugène Ionesco, regia di Roberto Guicciardini, in collaborazione con il Teatro Biondo di Palermo
- 1995 Il tempo e la stanza, di Botho Strauß, regia di Walter Malosti
- 1996 La Stanza d'alabastro (Canto alle nostre menti assediate), di Valter Malosti, dalle opere di Emily Dickinson, regia di Valter Malosti, in collaborazione con Teatro di Dioniso
- 1997 Scapino, di Molière, regia di Filippo Crivelli
- 1997 Nel catalogo figurate come uomini, di Gianluca Favetto, regia di
- 1998 L'arte della commedia, di Eduardo De Filippo, regia di Oliviero Corbetta
- 1998 Aspettando - Suite per Godot, di Gianluca Favetto, da Samuel Beckett, regia di Giampiero Solari
- 1998 Il pellicano, di August Strindberg, regia di Mario Missiroli